# Дікірніс
Дікірніс (араб. دكرنس) — місто в Єгипті — східна частина дельти Нілу, центр району у провінції Дакахлія. Знаходиться за 20 км від адміністративного центру провінції міста Ель-Мансура — в самому центрі провінції. В Дікірнісі знаходиться одна з найстаріших середніх шкіл у Єгипті — школа Алі Мубарака, побудована 1911 року. Поліцейська дільниця в Дікірнісі також одна з найстаріших у провінції.

## Пам'ятки
З визначних пам'яток міста можна виділити кілька історичних мечетей: мечеть Ель-Умда, мечеть Садата, Ель-Габарна, Ер-Рамха, Бакр Ес-Садик, Ель-Махатта та інші. Інші пам'ятки:
- Набережна, на якій знаходиться адміністрація міста, спортивний клуб Дікірніса та Академія менеджменту Садата
- Вулиця Хусейна Хамада — головна вулиця в місті
- Вулиця Абу-Бакра Ас-Садіка — торгова вулиця, коптська церква
- Вулиця Ель-Аруба — центральна лікарня, дитячий парк Мубарака